# Drita Kosturi
Drita Kosturi (ur. w sierpniu 1920 w Lezhy, zm. 2002 w Tiranie) – albańska komunistka i więzień polityczny, kuzynka Gjyzepiny Kosturi.

## Życiorys
Była jednym z dwunastu dzieci Alego Kosturiego, komendanta żandarmerii albańskiej w latach 1922–1924. W roku 1938 ukończyła szkołę średnią dla dziewcząt w Tiranie. W tym czasie przyłączyła się do działającej w Szkodrze grupy młodzieży komunistycznej. W 1939 otrzymała włoskie stypendium, które umożliwiło jej podjęcie studiów medycznych w Rzymie. W kwietniu 1940 zdecydowała się na powrót do Albanii, gdzie została aresztowana i ponownie wysłana do Rzymu. Tym razem trafiła do rzymskiego więzienia Regina Celli, skąd została uwolniona 24 stycznia 1942.
Po powrocie do kraju przyłączyła się do działającej od 1941 Komunistycznej Partii Albanii. W tym czasie wyszła za mąż za jednego z przywódców partii, Qemala Stafę. 5 maja 1942 włoscy karabinierzy otoczyli jedną z komunistycznych kryjówek, mieszczących się w Tiranie. W czasie ucieczki został zastrzelony Qemal Stafa, a Drita Kosturi została schwytana, postawiona przed sądem wojskowym i skazana na karę więzienia. 4 stycznia 1943, dzięki pomocy jednego ze strażników więziennych udało się jej uciec. Przyłączyła się do jednego z oddziałów partyzanckich w rejonie Wlory i zajmowała się organizacją służb medycznych, współpracując z działającą w Albanii misją SOE.
W 1945 została usunięta z partii komunistycznej. Powodem były wyrażane przez nią poglądy, że Qemal Stafa zginął w wyniku zdrady kogoś z partyjnego kierownictwa. W tym czasie pracowała w Albańskim Czerwonym Krzyżu, zajmując się organizowaniem pomocy dla ofiar wojny. Związała się z młodym prawnikiem Myzaferem Pipą, który bronił polityków nacjonalistycznych w czasie procesów pokazowych. We wrześniu 1946 po antykomunistycznym wystąpieniu w Postrybie (powstanie postrybskie) M.Pipa został aresztowany, tydzień później aresztowano także D. Kosturi. Po długotrwałym śledztwie i torturach stanęła przed Sądem Wojskowym w Szkodrze. Dowodem wykorzystanym przeciwko niej był list, który wysłał do niej Jack Dumoulin, lekarz brytyjski, z którym współpracowała, będąc w oddziale partyzanckim. Oskarżana o szpiegostwo na rzecz Secret Intelligence Service i zdradę państwa 23 grudnia 1946 została skazana na karę śmierci, którą w 1948 zamieniono na 20 lat więzienia. Karę odbywała w więzieniu w Tiranie.
Zwolniona w 1959 z więzienia, a następnie została wysłana do Shtyllas, małej wsi w pobliżu Fieru, gdzie pracowała przy uprawie roli, z zakazem opuszczania miejsca pobytu. W 1976 z uwagi na pogorszenie stanu zdrowia otrzymała rentę kombatancką, przyznaną jej za działalność w ruchu oporu. W 1988 została częściowo sparaliżowana i uzyskała pozwolenie na powrót do Tirany. Zmarła w roku 2002.